# Mars Needs Moms
Mars Needs Moms (Marte necesita mamás en Hispanoamérica y Marte necesita madres en España) es una película de animación estadounidense de 2011, coescrita y dirigida por Simon Wells, y basada en el libro homónimo de Berkeley Breathed. La trama gira en torno a Milo, un niño de nueve años de edad, que finalmente llega a entender la importancia de la familia, y tiene que rescatar a su madre después de que ella es secuestrada por marcianos. Fue estrenada el 11 de marzo de 2011 por Walt Disney Pictures. La película está protagonizada por Seth Green y Seth Dusky.
Esta fue la última película de ImageMovers Digital antes de ser absorbido de nuevo en ImageMovers. La película fue un fracaso comercial, con un presupuesto de $150 millones de dólares obtuvo más de $39 millones en la taquilla.

## Argumento
Milo (Seth Green) es un niño de 9 años de edad, quien constantemente se rebela contra su madre ama de casa (Joan Cusack) y su padre adicto al trabajo (Tom Everett). El verano acaba de empezar, y mientras Milo quiere que su verano sea divertido, su madre le asigna tareas. Cuando la madre de Milo lo atrapa dándole brócoli al gato lo manda a la cama temprano. Después de un desacuerdo con ella, Milo desea no tener madre, lo que deja a su madre con el corazón roto. Más tarde, esa misma noche va a pedirle disculpas, pero encuentra que su deseo se hizo realidad cuando su madre es secuestrada por marcianos que planean robar su naturaleza maternal para criar a sus propios hijos. Los marcianos, encabezados por su supervisora villana (Mindy Sterling) han estado observando a las madres de la tierra, pasando por alto a aquellas que son demasiado indulgentes o incapaces de controlar a sus hijos. Los extraterrestres seleccionan la madre de Milo sobre la base de su capacidad para obligar a su hijo a sacar la basura.
Para rescatar a su madre, Milo se sube a la nave espacial de los marcianos sin que estos lo sepan. Al llegar a Marte, Milo es descubierto y encerrado en una celda, pero se las arregla para escapar por un tobogán de basura donde conoce a Gribble (Dan Fogler). Gribble lo ayuda a idear un plan para salvar a la madre de Milo y traerla de vuelta a la Tierra. Desafortunadamente, el plan sale mal cuando Milo se expone y las tropas asaltan el escondite de Gribble, pero Milo logra escapar. Mientras se esconde de los marcianos, el protagonista conoce a una marciana optimista llamada Ki (Elisabeth Harnois) que está fascinada con la Tierra a causa de todos sus colores. Milo la hace volver a la guarida de Gribble, y descubre Gribble ha sido secuestrado por la Supervisora y los marcianos. Después de rescatar a Gribble, los personajes se refugian en unas tribus formadas por marcianos que son más amigables y de espíritu libre. Gribble confiesa a Milo cómo terminó él en Marte: hace veinte años, los marcianos seleccionaron a la madre de Gribble como un buen ejemplo para programar sus nannybots. Como Milo, Gribble entró a la nave, pero no pudo rescatar a su madre a tiempo y se quedó varado en el planeta.
Ki se las arregla para localizar Milo y Gribble en una parte intacta del mundo subterráneo de Marte, donde encuentran una antigua pintura rupestre que muestra que las familias marcianas eran como las familias de la Tierra en el pasado. Después de escapar de unos guardias y capturar una nave espacial, Milo logra despertar a su madre y salvarla antes de que la descarga la destruyera. Ellos tratan de escapar, pero la Supervisora los detiene e intenta matarlos. Afortunadamente, Gribble los salva y luego se mete en una pelea con la supervisora, que efectúa un disparo que destruye el casco espacial de Milo.
Mientras Milo comienza a ahogarse en la atmósfera marciana irrespirable, su madre le da su casco espacial. Aunque le salvó la vida de Milo, su madre ha puesto su propia vida en riesgo. Gribble se las arregla para encontrar el casco espacial con el que había intentado salvar a su mamá y se lo entrega a la madre de Milo, mostrándole a los marcianos lo único que habían pasado por alto sobre las madres de la Tierra: el amor a sus hijos. Milo se da cuenta de que su comportamiento había sido muy malo, por lo que le pide perdón a su madre. La Supervisora ataca a los terrícolas de nuevo y está a punto de capturarlos, pero Ki revela la foto de la antigua pintura de la cueva y el engaño de la Supervisora a los soldados, haciendo que se vuelvan contra ella.
Con la Supervisora en la prisión, Ki y Gribble regresan Milo y su madre a la Tierra, justo antes de que el padre de Milo regrese a casa. Al no tener otro lugar a donde ir y tras revelar sus sentimientos a Ki, Gribble decide quedarse en Marte con ella. Milo entonces saca la basura antes de que su madre se lo pida, aunque en secreto la desintegra con un arma de Marte, similar a una pistola humano en tamaño y forma. Bajo el nuevo liderazgo de Gribble y Ki, los hombres y mujeres marcianos trabajan juntos en la crianza de sus crías, mientras que la Supervisora debe trabajar como niñera. Gribble se las arregla para ponerse en contacto con Milo usando el robot Spirit como estación de comunicación.

## Reparto
- Seth Green como Milo (captura de movimiento).
- Seth Dusky como Milo (voz).
- Joan Cusack como la madre de Milo.
- Tom Everett como el padre de Milo.
- Elisabeth Harnois como Ki.
- Dan Fogler como George "Gribble" Ribble.
- Mindy Sterling como la Supervisora.

## Recepción
Mars Needs Moms obtuvo una respuesta dividida por parte de la crítica cinematográfica. La película posee un 37% de comentarios positivos en el sitio web Rotten Tomatoes, basado en un total de 111 reseñas, y una puntuación de 49/100 en Metacritic.